# Sam Peckinpah
David Samuel "Sam" Peckinpah (Fresno, 21 de febrer de 1925 - Inglewood, 28 de desembre de 1984) fou un director de cinema estatunidenc. La seva obra es caracteritza, especialment en els westerns, per la construcció de personatges desarrelats i víctimes d'un progrés social que els rebutja. La seva mirada sobre el gènere va aportar, a més d'una renovació formal, un aprofundiment discursiu hereu dels plantejaments de John Ford. Ford apunta en les seves històries un optimisme històric, reconeixent en el present elements tradicionals que ens han de servir per a encarar el futur; però Peckinpah, contràriament, ens mostra amb descontentament l'aniquilació d'un passat que, tot i les seves contradiccions, incorporava uns valors positius menystinguts en el present.

## Biografia
Fill d'un advocat pertanyent a una acomodada família, el seu besavi Rice Peckinpaugh, un comerciant i granger provinent d'Indiana, va canviar el seu cognom a Peckinpah en traslladar-se a Califòrnia en la dècada de 1850. Al costat del seu germà, solien faltar a classes per anar al ranxo del seu avi matern, Denver S. Church, a viure la vida com a cowboy. Va realitzar a Fresno els seus estudis bàsics, i els secundaris a la Fresno High School. El seu caràcter el va involucrar repetidament en baralles i problemes de disciplina, per la qual cosa els seus pares van decidir inscriure'l a l'acadèmia militar San Rafael Military Academy, per realitzar el seu últim any d'estudis. El 1943 es va allistar en el Cos de Marines dels Estats Units i el 1945 va ser enviat a la Xina en un batalló amb la tasca de desarmar els soldats japonesos. A final del 1946 va tornar als Estats Units sense haver presenciat cap combat. Un cop a casa, els seus plans van ser estudiar Dret i entrar a l'empresa de la seva família. No obstant això, va conèixer una jove estudiant de Teatre, Mary Selland, que més tard seria la seva dona, i influenciat per ella, va començar a interessar-se pel teatre i la poesia. Va iniciar els seus estudis de teatre al Fresno State College i els va completar a la Universitat del Sud de Califòrnia.
Després d'acabar els estudis va passar una temporada treballant de tramoista fins al 1951, quan comença a treballar en la CBS. La seva primera incursió en el cinema va ser de la mà de Don Siegel el 1954, com a guionista i actor secundari en la seva pel·lícula Invasion of the Body Snatchers (1956). Aquest treball li va valer el reconeixement de la cadena CBS, per a la qual va començar a escriure guions en sèries com Gunsmoke, Broken Arrow, Tales of Wells Fargo i Zane Grey Theatre. El seu primer treball com a director va ser el 1958, amb l'episodi de Broken Arrow titulat The Knife Fighter. Durant els seus anys a la televisió Peckinpah va reunir un grup d'actors - Strother Martin, RG Armstrong, Warren Oates - que l'acompanyarien en les seves posteriors pel·lícules.
El 1961, Peckinpah va dirigir el seu primer film The Deadly Companions amb Maureen O'Hara i Brian Keith en els papers principals. La cinta, rodada en principi com un telefilm però estrenada a Europa en els cinemes, va obtenir una escassa acceptació per part del públic i de la crítica en general, davant d'això, el director va reaccionar assegurant que havia tingut molt poca llibertat durant el rodatge a causa de les pressions dels productors. Un any després va dirigir la seva següent pel·lícula, Duel a les terres altes (1962), que va guanyar un premi en el Festival Internacional de Cinema de Bèlgica, per sobre de Fellini 8 ½. A més, la crítica francesa la va qualificar molt positivament i va ser jutjada com la millor pel·lícula estrangera en el Festival Mexicà de Cinema. Està incorporada a l'arxiu National Film Registry de la Biblioteca del Congrés dels Estats Units. Amb aquesta pel·lícula va inaugurar un dels seus temes fetitxe: el western crepuscular, amb dues estrelles del gènere en la seva maduresa (Joel McCrea i Randolph Scott).
La seva tercera pel·lícula va ser Major Dundee (1965), i va marcar l'inici de les seves explosives relacions amb productors i distribuïdores. Protagonitzada per Charlton Heston i Richard Harris, i situada al final de la Guerra de Secessió. El director va pretendre donar suficient densitat al film i dotar els personatges de certa complexitat. No obstant això la productora Columbia Pictures, la va considerar massa llarga i complicada, i va fer nombrosos talls i remuntatges. Peckinpah es va enfurismar, declarant públicament que la seva pel·lícula, després d'aquests retalls, era incomprensible. A causa de la seva reacció va ser retirat del rodatge del seu següent film, The Cincinnati Kid (1965), finalment rodada per Norman Jewison, i que es va convertir en un dels clàssics del cinema nord-americà de l'època. El 1966, la cadena de televisió ABC li va oferir l'oportunitat de dirigir Noon Wine, una adaptació de la novel·la de Katherine Anne Porter, que va ser un èxit de públic i crítica.
Però la pel·lícula que va inaugurar la fama sanguinària del seu cinema va ser Grup salvatge (1969), continuant amb el gènere del western crepuscular. També el seu estil de direcció va establir el que serien les seves característiques, utilitzant la càmera lenta en nombroses seqüències i una tècnica de muntatge força avantguardista. Va ser considerada per alguns crítics com «la pel·lícula més violenta que s'hagi filmat mai». Durant el rodatge de la seva següent pel·lícula, La balada de Cable Hogue (1970), el director va ser forçat per la productora Warner Bros a dirigir la pel·lícula sense la violència mostrada en l'anterior. De manera que el director li va donar un toc còmic i, sense gaire publicitat, va passar gairebé desapercebuda entre el públic.
Quan la reputació del director estava marcada pel sobrenom de Bloody Sam (Sam el sanguinari) que li van encunyar els crítics nord-americans, va dirigir al Regne Unit, Straw Dogs (1971), amb Dustin Hoffman i Susan George com a protagonistes principals. En poc temps la pel·lícula va esdevenir un important tema per diverses publicacions com Cinema, Esquire, Life o Playboy, que van publicar diverses entrevistes amb el director. No obstant això, gran part de la polèmica que va aixecar, va ser deguda a la presumpta tendència misògina que van atribuir diversos grups feministes a la pel·lícula. Aquest seria, al costat del de la violència en el seu cinema, un altre dels debats que va estar present durant tota la seva carrera.
El 1971 va realitzar Junior Bonner, protagonitzada per Steve McQueen, que va passar molt més desapercebuda per la taquilla que la seva predecessora. En ella s'hi troba el tema favorit del director: el món dels perdedors. La «lírica de la desolació» o incomprensió -com a cita algun crític- és portada aquí a la seva màxima expressió, comptant amb uns mitjans poc favorables però amb una història honesta, amb força i uns actors lliurats (Ben Johnson, Ida Lupino i altres). Un any després tornaria a treballar amb Steve McQueen en un dels seus més famosos papers: La fugida (1972). Tan famosa com injuriada en el seu moment (amb anècdota de la censura espanyola inclosa), la seva revalorització internacional arriba després del remake de 1994.
El 1973 va dirigir Pat Garrett i Billy el Nen, amb Bob Dylan i Kris Kristofferson. L'any següent va realitzar la seva pel·lícula més surrealista segons la crítica, Vull el cap d'Alfredo García. Seguiren el thriller Els aristòcrates del crim (1975) i la bèl·lica La creu de ferro (1977). Totes elles realitzades amb escàs pressupost. Orson Welles es va posar en contacte amb Peckinpah per dir-li que La creu de ferro era la millor pel·lícula antibèl·lica que havia vist. Tanmateix, va ser un fracàs de crítica i públic als Estats Units.
Vers 1980 Peckinpah semblava haver passat a l'oblit, cap publicació no parlava d'ell. La seva salut era ja molt precària a causa d'alcoholisme i addicció a la cocaïna. El 1978 va dirigir Comboi, que va ser un altre fracàs. La seva última pel·lícula va ser Clau omega (1983), un thriller d'espies que no va tenir prou força ni tan sols per a motivar crítiques serioses, a causa de les seves concessions al comercialisme, protagonisme de Rutger Hauer inclòs.
Sam Peckinpah va morir el 1984 a causa de greus problemes de salut.

## Filmografia[1]
- The deadly companions (1961)
- Duel a les terres altes (1962)
- Major Dundee (1965)
- Grup salvatge (1969)
- La balada de Cable Hogue (1970)
- Straw dogs (1971)
- Junior Bonner (1972)
- La fugida (1973)
- Pat Garrett i Billy el Nen (1973)
- Vull el cap d'Alfredo García (1974)
- Els aristòcrates del crim (The killer elite) (1975)
- La creu de ferro (1977)
- Comboi (1978)
- Clayton Drumm  (1978)
- The Ostermann week-end (1983)